# 索尼娅·诺斯科维亚克
索尼娅·诺斯科维亚克（1900年11月25日—1975年4月28日）是二十世纪的德裔美国摄影师，也是旧金山著名摄影团体f/64小组的成员，团体成员包括安塞尔·亚当斯和爱德华·韦斯顿。她被认为是二十世纪最伟大的艺术运动的中心人物。在她的整个艺术生涯中，诺斯科维亚克拍摄了不少主题，包括风景，静物和肖像。她最著名的肖像是作家约翰·斯坦贝克。1936年，诺斯科维亚克在旧金山女性艺术家协会的年度展览中获奖。她还参加了旧金山艺术博物馆1939年的“来自旧金山的风景”展览。在她去世的十年之前，诺斯科维亚克的作品被收录于奥克兰博物馆的WPA展览中。

## 生平

### 早期生活
诺斯科维亚克生于德国莱比锡。她的父亲是一位景观园丁，向她灌输了土地的意识，这种意识后来在她的摄影作品中较为明显。早年，她随父亲先后在智利、巴拿马定居，然后于1915年搬到加利福尼亚的洛杉矶。1919年，她移居旧金山，就读秘书学校。1925年，诺斯科维亚克对摄影感兴趣，后来本可以成为约翰·哈格迈尔在洛杉矶县的摄影工作室的接待员。在她表达了对摄影的兴趣之后，哈格迈尔在日记中认为她白日做梦。

### 成为摄影师
1929年4月上旬，诺斯科维亚克在一次聚会上遇到了摄影师爱德华·韦斯顿，两人即开始约会。她于是成为了他的模特，缪斯，学生和助手。韦斯顿在给她第一台专业相机之前，首先教她修补冲洗胶片的瑕疵。他教给她摄影技法，诺斯科维亚克与韦斯顿用那台不带胶片的相机假装拍照了数月之久。和韦斯顿在一起的时间里，她的摄影技术得到了极大的发展，展示了她对技术以及自己风格。韦斯顿的几幅作品都受到了诺斯科维克早期负片作品的启发。

### f/64小组
19世纪末和20世纪初的摄影是受绘画主义影响很深，绘画主义是指摄影师以“创造”的方式来拍摄原本直接的照片。这是对摄影不是艺术而是科学记录的说法的回应。韦斯顿和其他摄影师后来放弃绘画主义，许多人开始担心自己在摄影中的地位。1932年，诺斯科维亚克加入了的Group f/64小组，其中包括安塞尔·亚当斯，伊莫金·坎宁安，威拉德·范戴克，韦斯顿和他的儿子布雷特等重要摄影师。诺斯科维亚克的作品在旧金山笛洋美术馆的f/64小组首届展览中展出；她在展览中有9张照片，与韦斯顿的照片数量相同。

### 早期成功
1933年夏天，诺斯科维亚克与韦斯顿和范戴克一起前往新墨西哥州拍摄风景照。她的摄影作品“新墨西哥州陶斯的三角叶杨”和“新墨西哥州陶斯普韦布洛的烤箱”均来自此行。与她以前的作品不同，三角叶杨不像她的其他作品与拍摄对象那么亲密，而烤箱则是她最早致力于人为文化的作品。在那个夏末，她在卡梅尔的丹尼·沃特鲁斯画廊举办了首场个展。展览包括来自新墨西哥州的一系列照片。她于11月在683布罗克赫斯特举行了另一场个展。在1933年至1940年之间，她参加了f/64小组的一些展览，包括加州州立大学弗雷斯诺分校的美术画廊和波特兰美术馆等展览。

### f/64小组的解散
诺斯科维亚克和韦斯顿于1935年分手。此后不久f/64小组即告解散。可能是由于她与韦斯顿的关系破裂，或者可能因为小组的其他成员各自为政。尽管诺斯科维亚克的作品在这段时间开始减少，但她的事业并未止步。诺斯科维亚克于同年移居旧金山，并开设了一家肖像工作室。1936年，她被选入加利福尼亚地区联邦艺术项目，在大萧条期间拍摄加利福尼亚纪录片。

### 商业工作
诺斯科维亚克还从事商业工作。f/64小组解散后，她花了两年时间拍摄加州艺术家及其绘画，雕塑和壁画。这些相片在各种公共机构展出。尽管她继续以艺术家的身份拍摄照片，但诺斯科维亚克从1940年代起的主要生活来源是拍摄肖像，时装和建筑。诺斯科维亚克拍摄了许多著名人物，例如画家让·夏洛，舞蹈家玛莎·葛兰姆，作曲家埃德加·瓦雷兹，少年小提琴家艾萨克·斯特恩以及作家朗斯顿·修斯和约翰·史坦贝克。史坦贝克的肖像特别有力，是1930年代仅有的少数作家肖像之一。到目前为止，它已被广泛使用。

## 摄影艺术
1930到1940年之间诺斯科维亚克主攻风景和肖像。她拥护如实摄影，将其用作赋予摄影新意的工具。她的技巧着重于主题的形式，图案和纹理，而不仅仅是对其进行记录。
她早期的作品反映了她那个时代的摄影师及其对绘画的思想。在她最早的作品中，例如《城市屋顶》、《远方山脉》，她的抽象化手法使作品具有图像感。黑暗、强烈的工业结构与明亮的天空形成鲜明对比。在建筑物上几乎看不到原木，如果是原木，它们就会变得模糊不清。这是新即物主义运动的一个例子，该运动着重于采用清晰的，纪录性的摄影手法。
诺斯科维亚克经常将她的照片构图与她的主题相交，这给她的照片增添了动感。作品《海草》和《马蹄莲》就是很好的例子。该组合物打破了海草植物和花朵的视觉边界，并吸引了观众的目光。海草是如此抽象，以至于如果没有标题，它将无法识别。在马蹄莲中，明暗对比的使用给照片带来了几乎是漂浮的发光感。
她的照片《龙舌兰》是对仙人掌植物的亲密观察。她的作品的另一个例子是将对象与所显示的对象分开，并强调植物的美丽图案。

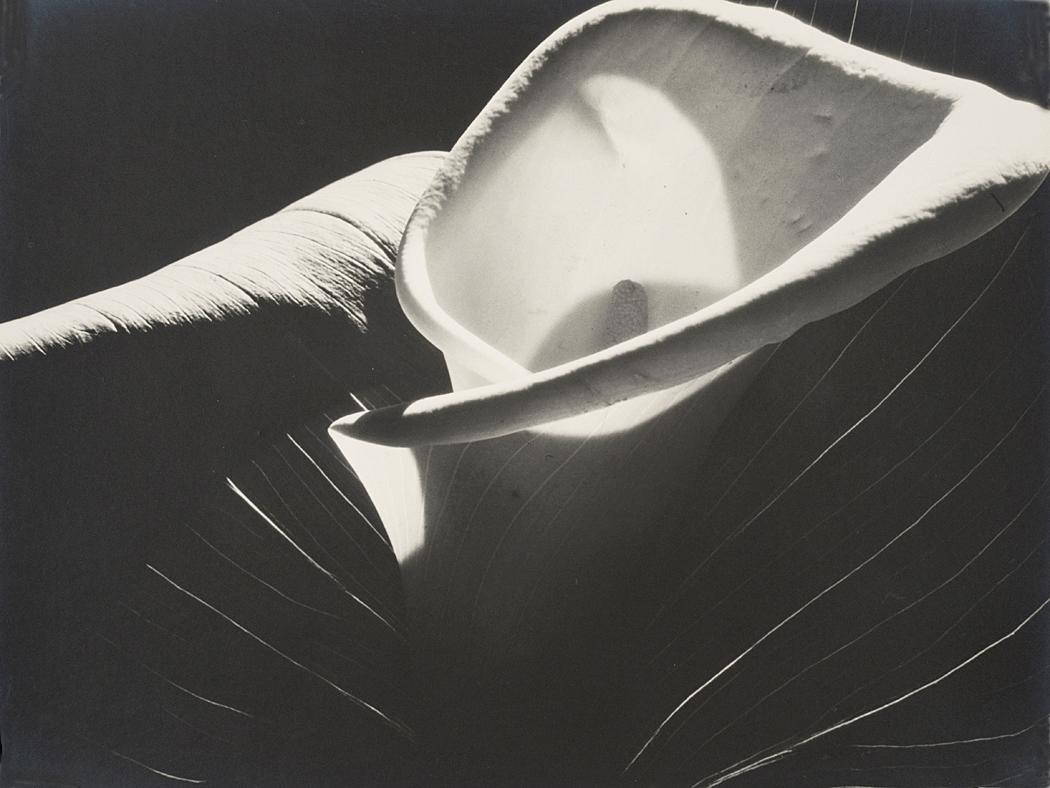
马蹄莲，1932年

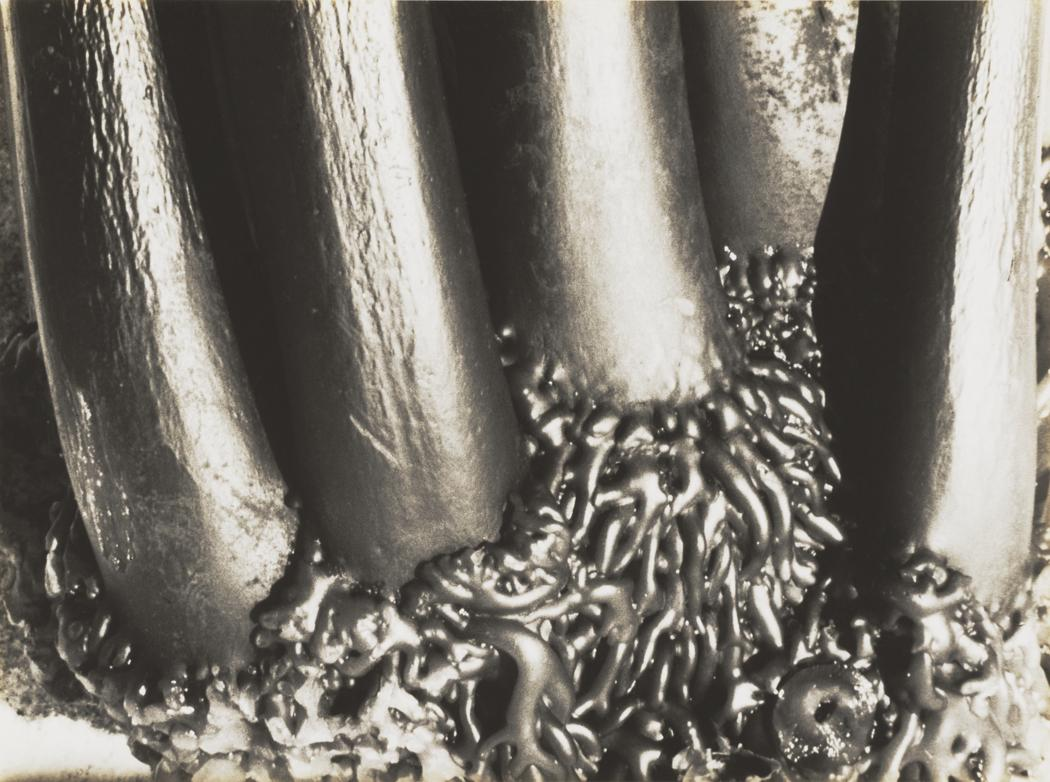
海草，1930年

诺斯科维亚克在她的肖像画像和商业作品中都采用了相同的如实摄影技术。在《龙舌兰》中表现出的亲密感可以在肖像画中也可以看到，例如《约翰·史坦贝克》（1935）和《芭芭拉》（1941）。
在这两种方式中，她都营造出一种亲密的氛围，在这种氛围中，观看者感觉好像他们在与对象互动。即使在她的更多商业作品中，诺斯科维克的风格和技巧仍然保留。 在她1930年代一组未命名的照片中，有一个模特戴着一顶宽边的帽子，遮住了她的脸。 作品的组成使观看者不必将照片视为广告。模特的位置给人以亲密感，使观看者感觉与模特保持同步，而不是广告感。

## 遗产
1965年，诺斯科维亚克被诊断出患有骨癌，从而结束了她的摄影生涯。她于1975年4月28日在加利福尼亚的格林布罗逝世。很难说诺斯科维亚克留下了什么遗产。虽然有一些人，例如理查德·加德，相信诺斯科维亚克为年轻摄影师开辟了一条道路。近年来，诺斯科维亚克的作品在韦斯顿画廊，奥克兰博物馆和波特兰艺术博物馆的展出。
2011年，也就是她去世36年后，诺斯科维亚克与布雷特·韦斯顿的作品在凤凰城艺术博物馆举行了一场展览。2015年，宾夕法尼亚州的阿伦敦艺术博物馆展出了诺斯科维亚克的八幅作品。她的档案包括494张照片，数百张底片和许多写给爱德华·韦斯顿的信，现在存放在亚利桑那州图森的创意摄影中心。

## 笔记
1. ↑  Darsie Alexander. . Center for Creative Photography. 2002: 149.
2. 1 2  Marnie Gillett. . Center for Creative Photography. 1979: 4.
3. ↑  Hagemeyer, Dora. . Carmel Pine Cone. 8 September 1933: 4.
4. ↑  Paul J Karlstrom. . University of California Press. 1996: 246.
5. ↑  Therese Thau Heyman. . Oakland Museum. 1992: 67.
6. ↑  Donna Bender. . Center for Creative Photography. 1979: 5.
7. ↑  Krim, Arthur. . The Steinbeck Review. 2018: 187.

## 深入阅读
- Rosenblum, Naomi. . New York: Abbeville. 2014. ISBN 9780789212245.
- University of Arizona. Center for Creative Photography.; Phoenix Art Museum. . Tucson, Arizona: University of Arizona. 2007: 8.